# IC 2632
IC 2632 је елиптична галаксија у сазвјежђу Лав која се налази на листи објеката дубоког неба у Индекс каталогу.
Деклинација објекта је + 11° 40' 26" а ректасцензија 11h 13m 5,9s. Привидна величина (магнитуда) објекта IC 2632 износи 16,7 а фотографска магнитуда 17,7. IC 2632 је још познат и под ознакама NPM1G +11.0268, PGC 1397074.